# Капоти (филм)
„Капоти“ (на английски: Capote) е американско-канадски биографичен филм от 2005 г. на режисьора Бенет Милър. Сценарият, написан от Дан Футърман, е базиран на биографичната книга „Capote“ от 1988 г. на Джералд Кларк. Премиерата е на 2 септември 2005 г. на кинофестивала в Телюрайд, а по кината в САЩ филмът излиза на 30 септември 2005 г.

## Актьорски състав
| Актьор                  | Роля             |
| ----------------------- | ---------------- |
| Филип Сиймур Хофман     | Труман Капоти    |
| Катрин Кийнър           | Харпър Ли        |
| Клифтън Колинс – младши | Пери Едуард Смит |
| Марк Пелегрино          | Ричард Хикок     |
| Крис Купър              | Алвин Дюи        |
| Боб Балабан             | Уилям Шоун       |
| Брус Грийнууд           | Джак Дънфи       |
| Катрин Шиндъл           | Роуз             |
| Ейми Райън              | Мари Дюи         |

## Награди и номинации
| Категория                                            | Номиниран(и)           | Резултат               |
| Оскар (5 март 2006 г.)                               | Оскар (5 март 2006 г.) | Оскар (5 март 2006 г.) |
| ---------------------------------------------------- | ---------------------- | ---------------------- |
| Най-добра мъжка роля                                 | Филип Сиймур Хофман    | награда                |
| Най-добър филм                                       | Най-добър филм         | номинация              |
| Най-добър режисьор                                   | Бенет Милър            | номинация              |
| Най-добър адаптиран сценарий                         | Дан Футърман           | номинация              |
| Най-добра поддържаща женска роля                     | Катрин Кийнър          | номинация              |
| Награда на БАФТА (19 февруари 2006 г.)               |                        |                        |
| Най-добър актьор в главна роля                       | Филип Сиймур Хофман    | награда                |
| Най-добър филм                                       | Най-добър филм         | номинация              |
| Най-добра режисура                                   | Бенет Милър            | номинация              |
| Най-добър адаптиран сценарий                         | Дан Футърман           | номинация              |
| Най-добра актриса в поддържаща роля                  | Катрин Кийнър          | номинация              |
| Златен глобус (16 януари 2006 г.)                    |                        |                        |
| Най-добър актьор в драматичен филм                   | Филип Сиймур Хофман    | награда                |
| Сателит (17 декември 2005 г.)                        |                        |                        |
| Най-добър актьор в драматичен филм                   | Филип Сиймур Хофман    | награда                |
| Най-добър филм – драма                               | Най-добър филм – драма | номинация              |
| Най-добър режисьор                                   | Бенет Милър            | номинация              |
| Най-добър адаптиран сценарий                         | Дан Футърман           | номинация              |
| Най-добър актьор в поддържаща роля в драматичен филм | Крис Купър             | номинация              |